# Klimatlära
Se klimatologi för naturvetenskaplig forskning om klimat.
Klimatlära är teorin om hur klimatet inverkar på samhällslivet. Klimatläran blev särskilt känd genom den franske filosofen Charles-Louis de Secondat Montesquieus teorier om hur olika nationers karaktär, deras organisation och ekonomier påverkas av deras klimat. 
Före Montesquieu gjorde den antike grekiske historikern Herodotos[källa behövs] och den arabiske historikern Ibn Khaldun  iakttagelser på samma tema. Först på 1700-talet genom Montesquieu utvecklades en teori. I boken Om lagarnas anda från 1748 påstod Montesquieu att värme och kyla har en avgörande betydelse för samhällsandan. Montesquieu ansåg att värme gör människor benägna att underkasta sig, medan köld gör människor inbunda. Samhällsandan bestäms dock inte uteslutande av klimatet, ansåg Montesquieu. Lagarna, religionen och regeringens politik har också betydelse.
Med sin klimatlära inspirerade Montesquieu till utvecklingen av rasbiologin genom sitt fokus på folktypologier. 